# ملکه (فیلم ۲۰۱۳)
ملکه (انگلیسی: Queen) فیلم کمدی-درام هندی به کارگردانی ویکاس باهل است که در سال ۲۰۱۳ منتشر شد. از بازیگران آن می‌توان به کانگانا رانوت، راجکومار رائو و لیسا هایدون اشاره کرد. این فیلم داستان رانی مهرا، یک دختر پنجابی خجالتی اهل دهلی نو را دنبال می‌کند که پس از اینکه نامزدش عروسی‌شان را به هم می‌زند، به تنهایی ماه عسل خود را در پاریس و آمستردام آغاز می‌کند.

## جوایز
- برنده جایزه فیلم‌فیر بهترین فیلم
- برنده جایزه فیلم‌فیر بهترین کارگردانی
- برنده جایزه فیلم‌فیر بهترین بازیگر زن (کانگانا رانوت)
- برنده جایزه فیلم‌فیر بهترین موسیقی متن
- برنده جایزه فیلم‌فیر بهترین تدوین
- برنده جایزه فیلم‌فیر بهترین فیلم‌برداری
- برنده جایزه آکادمی بین‌المللی فیلم هند بهترین فیلم
- برنده جایزه آکادمی بین‌المللی فیلم هند بهترین بازیگر زن (کانگانا رانوت)
- برنده جایزه آکادمی بین‌المللی فیلم هند بهترین داستان
- برنده جایزه آکادمی بین‌المللی فیلم هند بهترین فیلم‌نامه
- برنده جایزه آکادمی بین‌المللی فیلم هند بهترین تدوین
- برنده جایزه ملی فیلم بهترین بازیگر زن
- برنده جایزه ملی فیلم بهترین فیلم در هند